# Eoquasiendothyra
Eoquasiendothyra es un género de foraminífero bentónico de la subfamilia Endostaffellinae, de la familia Endothyridae, de la superfamilia Endothyroidea, del suborden Fusulinina y del orden Fusulinida. Su especie tipo es Endothyra bella. Su rango cronoestratigráfico abarca desde el Devónico superior hasta el Tournaisiense (Carbonífero inferior).

## Discusión
Clasificaciones más recientes incluyen Eoquasiendothyra en el suborden Endothyrina, del orden Endothyrida, de la subclase Fusulinana de la clase Fusulinata.

## Clasificación
Eoquasiendothyra incluye a las siguientes especies:
- Eoquasiendothyra baidjansaica †
  - Eoquasiendothyra baidjansaica globosa †
- Eoquasiendothyra bella †
  - Eoquasiendothyra bella crassa †
  - Eoquasiendothyra bella symmetrica †
- Eoquasiendothyra pseudobella †
- Eoquasiendothyra tchugutchanica †